# Facidia pilosum
Facidia pilosum är en fjärilsart som beskrevs av Arnold Pagenstecher 1888. Facidia pilosum ingår i släktet Facidia och familjen nattflyn. Inga underarter finns listade i Catalogue of Life.